# Jozef Goossenaerts
Jozef Goossenaerts (Wuustwezel, 25 februari 1882 - Astene, 6 december 1963) was een Belgisch actief intellectueel van Vlaams-nationalistische strekking, die zich zijn leven lang inzette voor talrijke initiatieven die onder de algemene noemer vallen van 'Vlaamse volksontvoogding'.

## Levensloop
Na de humaniora in het Klein Seminarie van Hoogstraten (1894-1901) werd hij leraar aan een privéschool in Waregem (1901-1903). Hij trok vervolgens naar de Rijksuniversiteit Gent en behaalde er het licentiaat in de Germaanse filologie (1903-1907). Zijn licentiaatsthesis behandelde de vaktaal in de landbouw en werd bekroond door de Koninklijke Academie voor Nederlandse Taal- en Letterkunde. Hij werd vervolgens leraar aan de athenea van Chimay (1907-1908), Aat (1908-1912) en Gent (1912-1918 & 1926).
In 1911 werd hij secretaris van de 'Vlaamse Filologencongressen'. In 1913 was hij belangrijk binnen het inrichtend comité van een gepland 'Vlaamsch Wetenschappelijk Congres'.

## Periode 1914-1939
Tijdens de Eerste Wereldoorlog behoorde Goossenaerts tot de Burgerwacht, maar niet tot het leger. Hij hield zich op afstand van het activisme. Op 24 november 1915 werd hij door de Duitsers gearresteerd op beschuldiging van spionage voor de geallieerden en werd tot tien jaar strafkamp veroordeeld. Hij werd weggevoerd naar Duitsland en kwam pas einde 1918 weer vrij.
Einde 1918 was hij terug in Gent en werd niet meer aanvaard in het onderwijs. Hij werkte in de apotheek Palfijn (1919-1920) en werd secretaris van het Vlaamsche Volkstooneel (1920-1923).
Vanaf 1926 hernam hij het leraarschap in het Gentse atheneum. Het feit dat hij in 1919, hij die door de Duitsers was veroordeeld, in verdenking werd gesteld voor onvaderlandse houdingen en hoewel hij buiten vervolging was gesteld, ontwikkelde van toen af anti-Belgische en Vlaams-nationalistische gevoelens. Hij sloot zich aan bij de oud-fronters nadat hij Frans Daels had leren kennen en had een belangrijk aandeel bij de stichting van het Verbond der Vlaamse oud-strijders (VOS). Hij was voortaan bijna bij alle initiatieven betrokken om de Vlaams-nationalistische krachten te bundelen en droeg hiermee bij tot het tot stand komen van een Vlaams-nationalistisch verenigingsleven.
In september 1919 was hij medestichter van Elckerlijk, het Vlaams Huis in Gent, dat het lokaal van de Frontpartij werd. Hij behoorde ook tot de voornaamste organisatoren van de eerste IJzerbedevaarten. In 1924 richtte hij met Frans Daels in het arrondissement Gent de Katholiek-Christelijke Volkspartij voor Vlaanderen op. Het werd bij de parlementsverkiezingen van 1925 geen succes. 
Goossenaerts, die in 1920 in Gent een derde 'Filologencongres' organiseerde, werd in 1925 secretaris van de 'Wetenschappelijke Congressen' en algemeen secretaris van de vervolgens georganiseerde congressen van deze organisatie. In 1935 werd hij afgevaardigd bestuurder van de Vereniging voor Wetenschap. Hij richtte het maandblad van deze vereniging op onder de naam Wetenschap in Vlaanderen, vanaf 1940 Wetenschappelijke Tijdingen, een tijdschrift dat anno 2017 nog steeds verschijnt. De vereniging zette zich in voor de vernederlandsing van de Gentse universiteit en voor het stichten van zelfstandige Nederlandstalige academies, twee doelstellingen die respectievelijk in 1930 en 1938 werden gerealiseerd.
Vanuit deze activiteiten was Goossenaerts ook actief bij het Vlaamsch Volkstooneel, de Vlaamse Ingenieursvereniging, de Kristen-Vlaamsche Taalgrensactie, het Vlaams Kruis, de Vlaamsche Kinderzegen enz.

## Periode 1940-1963
Tijdens de Tweede Wereldoorlog hield Goossenaerts zich in zekere mate op afstand van collaboratie, maar was toch betrokken bij initiatieven van Frans Daels en Jef Van de Wiele, onder meer het houden van de jaarlijkse IJzerbedevaarten, waarop in stijgende mate propaganda werd gemaakt voor deelname van Vlaamse soldaten aan het Oostfront.
Daarnaast stond hij aan het hoofd van Volk en Wetenschap, een van de onderdelen van de Interprovinciale cultuurdienst. Zijn eigen Vereniging voor Wetenschap sloot zich hierbij aan. Hij was ook lid van de Commissie Onderwijs van het VNV. Met deze activiteiten verleende hij medewerking aan de pogingen van het VNV om het culturele leven te monopoliseren.
Na de Bevrijding werd hij in september 1944 gearresteerd, in december weer vrijgelaten en in 1947 buiten vervolging gesteld. Hij werd weer actief, onder meer bij het verlenen van hulp aan gestrafte collaborateurs. Hij richtte mee het Comité voor recht en naastenliefde op. In 1950 organiseerde hij in Gent opnieuw een 'Algemeen-Nederlands Congres'. Hij werd ook voorzitter van het Verbond voor Heemkunde.
Na zijn dood werd, in 1968, naar een idee dat hij had geformuleerd, de Marnixring gesticht.

## Publicaties
- De taal van en om het landbouwbedrijf in het Noordwesten van de Kempen, 1956-1958.
- Ons Nederlands, du jargon vaseux?, Langemark: Vonksteen, 1958; 2e druk id., 1959 (Nota bij de 2e druk: "Aan de eerste uitgave is nu hier en daar een kleinigheid gewijzigd"); 3e dr. Essen: Verdonckt, 1962.